# Heilig Kreuz (Kaltern)

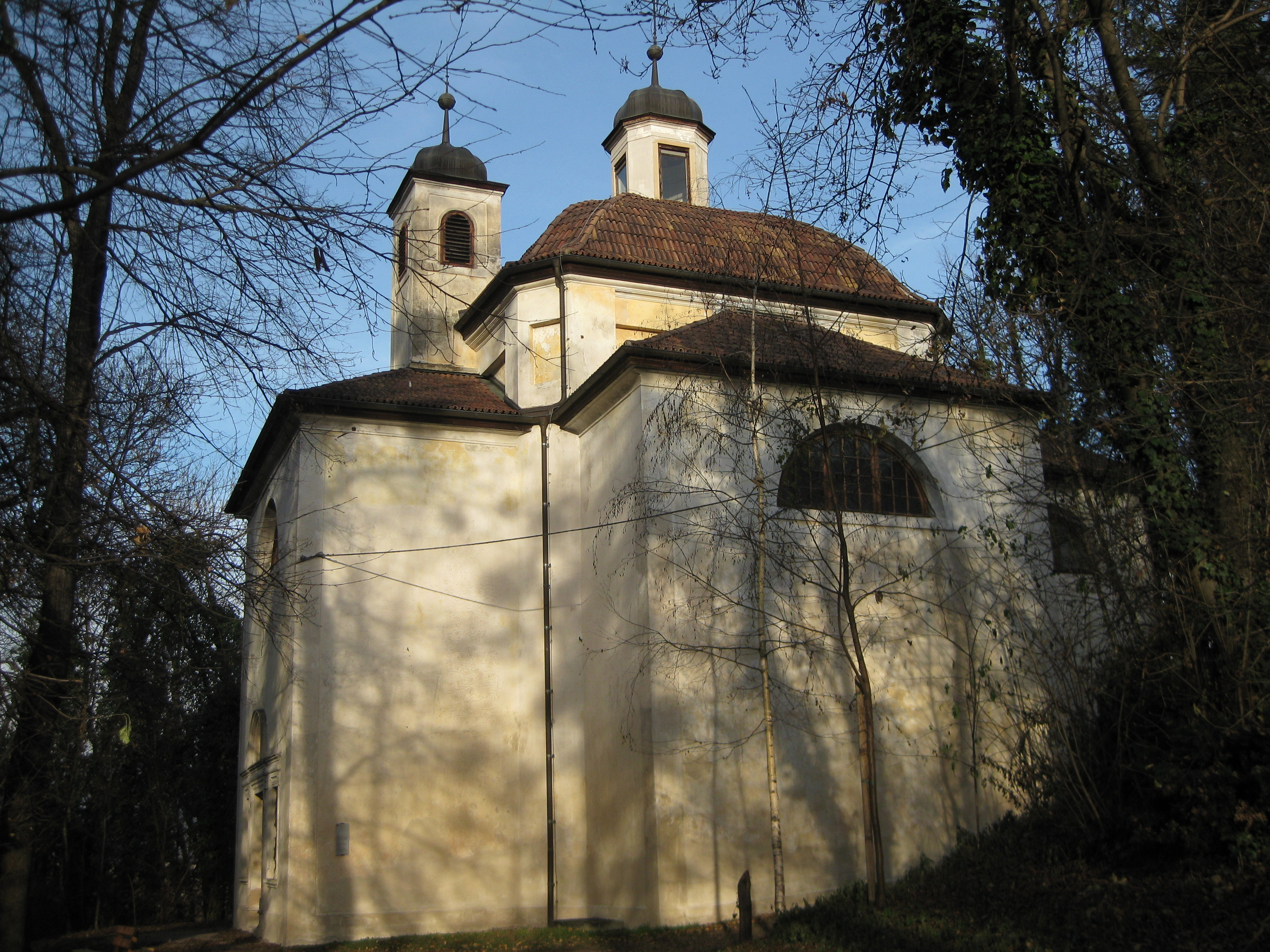
Kalvarienbergkirche Heilig Kreuz

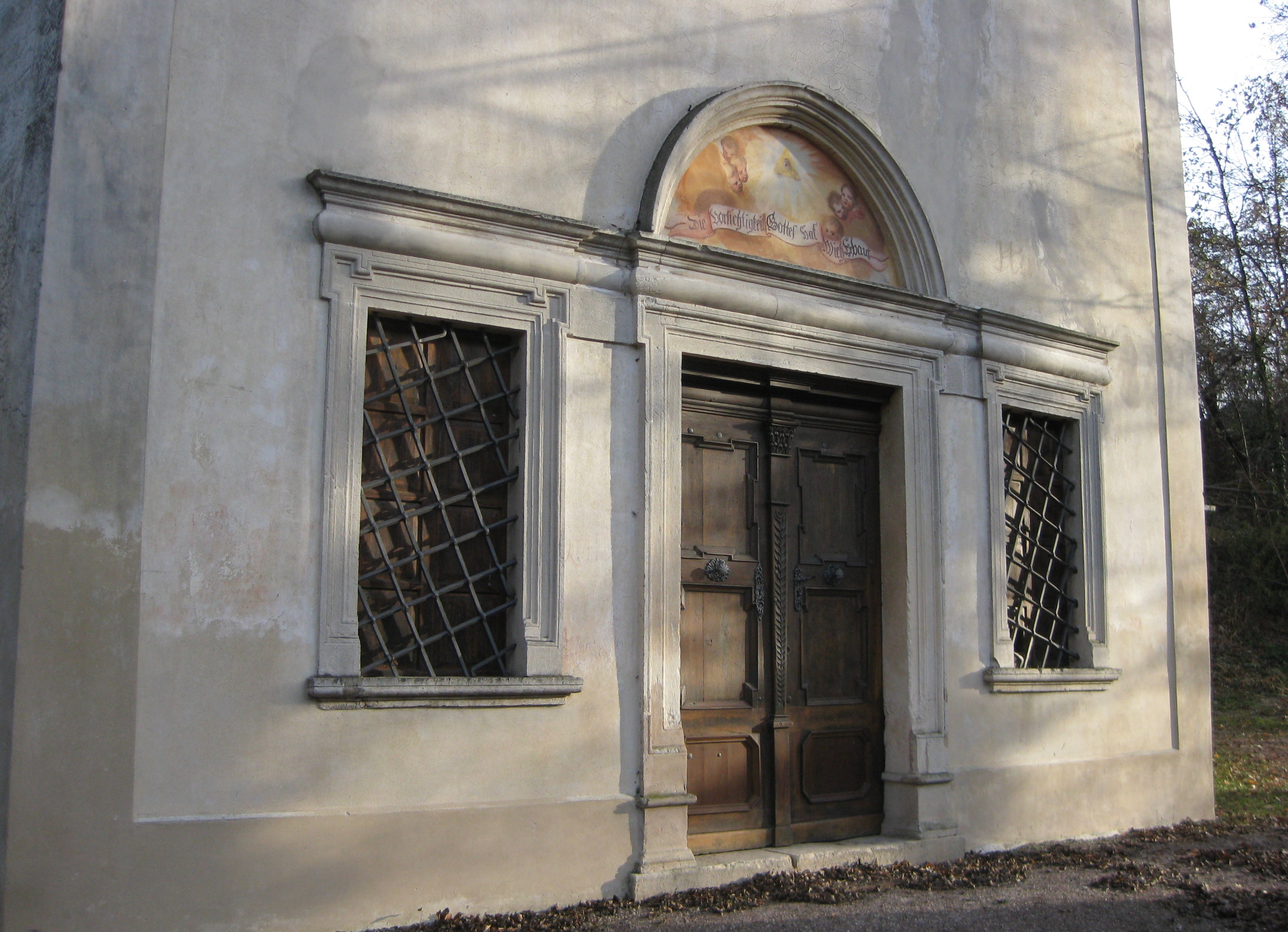
Frontansicht mit Eingangsportal

Die römisch-katholische Kirche Heilig Kreuz am Kalvarienberg in der Gemeinde Kaltern in Südtirol ist ein geschütztes Baudenkmal.

## Geschichte
Der Kalvarienberg wurde bereits 1680 erstmals mit einer Einsiedelei erwähnt. Die Kirche stifteten laut Wappen über dem Eingang Stephan Ignaz Sepp von Seppenburg und sein Vetter Joseph Unterrichter von Rechtenthal. Die Pläne stammten möglicherweise von dem Baumeister Joseph Delai aus Bozen. Der Bau begann 1720 und wurde 1723 abgeschlossen. Früher fand dort an vielen Feiertagen die Heilige Messe für die Heiliggrabbruderschaft statt. Das Bruderschaftsfest feierte man am Tag der Kreuzerhöhung, dem eigentlichen Patroziniumsfest, mit einer Vigil und zwei Heiligen Ämtern. Das Kirchenpatronat besaß Anfang des 20. Jahrhunderts ein Fürst Campofranco in Bozen, als Eigentümer des nächstumliegenden Grundes. Die heute in Privatbesitz befindende Kirche steht mit acht kleineren Kapellen am Kalvarienbergweg seit dem 18. Mai 1951 unter Denkmalschutz.  

## Beschreibung
Es handelt sich um einen kreuzförmigen barocken Zentralbau. Das Hochaltarbild Christus am Kreuz schuf 1722 Paul Troger und die Seitenaltarbilder Kreuzabnahme und Christus vor der Kreuzigung 1726 Matthias Pussjäger.

## Umgebung
Auf dem Weg zur Kirche befinden sich insgesamt acht kleinere Kapellen in verschiedenen Formen, die zeitlich um 1720 errichtet wurden.